# آخر الرجال في حلب
آخر الرجال في حلب هو فيلم وثائقي صدر عام 2017؛ يحكي عن الثورة السورية وما خلفته من دمار.
الفيلم من تأليف وإخراج فراس فياض، ومن إنتاج كريم عبيد وسورين ستين جيسبيرسن. يحاول الفيلم الوثائقي توثيق الحياة في حلب خلال الحرب ويسلط الضوء بشكل خاص على عمليات البحث والإنقاذ التي قام بها الدفاع المدني السوري (تُسمى أحيانا بالخود البيض) المعترف بها دوليا، وهي منظمة تتكون من مواطنين عاديين هم أول من «يندفع» نحو الضربات الجوية العسكرية والهجمات بالبراميل المتفجرة على أمل إنقاذ الأرواح. كما يُسلط الفيلم الوثائقي الضوء على حياة ثلاثة من ذوي الخوذ البيض المؤسسين، وهم خالد عمر هارا، صبحي الحسين ومحمود الحتر الذين لم يجدوا بدا من الفرار من سوريا على الرغم من أن الفرصة أُتيحت لهم في العديد من المناسبات وفي المقابل يُفضلون البقاء في بلادهم والكفاح من أجلها.
فاز الفيلم الوثائقي بالجائزة العالمية للجنة التحكيم الكبرى في عام 2017 في مهرجان صاندانس السينمائي. كما رُشح لنيل جائزة الأوسكار لأفضل فيلم وثائقي في النسخة الـ 90 من جوائز الأوسكار.

## وصلات خارجية
- صفحة آخر الرجال في حلب على موقع جراشوبر فيلم
- آخر الرجال في حلب على موقع IMDb (الإنجليزية)
- آخر الرجال في حلب على موقع ميتاكريتيك (الإنجليزية)
- آخر الرجال في حلب على موقع روتن توميتوز (الإنجليزية)
- آخر الرجال في حلب على موقع ألو سيني (الفرنسية)
- آخر الرجال في حلب على موقع أول موفي (الإنجليزية)
- آخر الرجال في حلب على موقع فيلمافينيتي (الإسبانية)
- آخر الرجال في حلب على موقع قاعدة بيانات الفيلم (الإنجليزية)
- آخر الرجال في حلب على موقع ليتربوكسد (الإنجليزية)
- آخر الرجال في حلب على موقع كينوبويسك (الروسية)